# Kick Axe
Kick Axe är ett kanadensiskt heavy metal-band, bildat 1974 av Larry Gillstrom, Victor Langen och Gary Langen.
Gruppens debutalbum Vices från 1984 med hiten "Heavy Metal Shuffle" sålde guld i Kanada.

## Nuvarande medlemmar
- Larry Gillstrom – gitarr, keyboard, bakgrundssång
- Victor Langen – basgitarr, keyboard, bakgrundssång
- Brian Gillstrom – trummor, bakgrundssång
- Raymond Harvey – gitarr, bakgrundssång
- Daniel Nargang – sång

## Diskografi (urval)
Studioalbum
- Vices (1984)
- Welcome to the Club (1985)
- Rock the World (1986)
- Kick Axe IV (2004)

Singlar
- "Blackout Crazy" (2023)
- "Run to the Thunder" (2023)